# Ronald van Raak

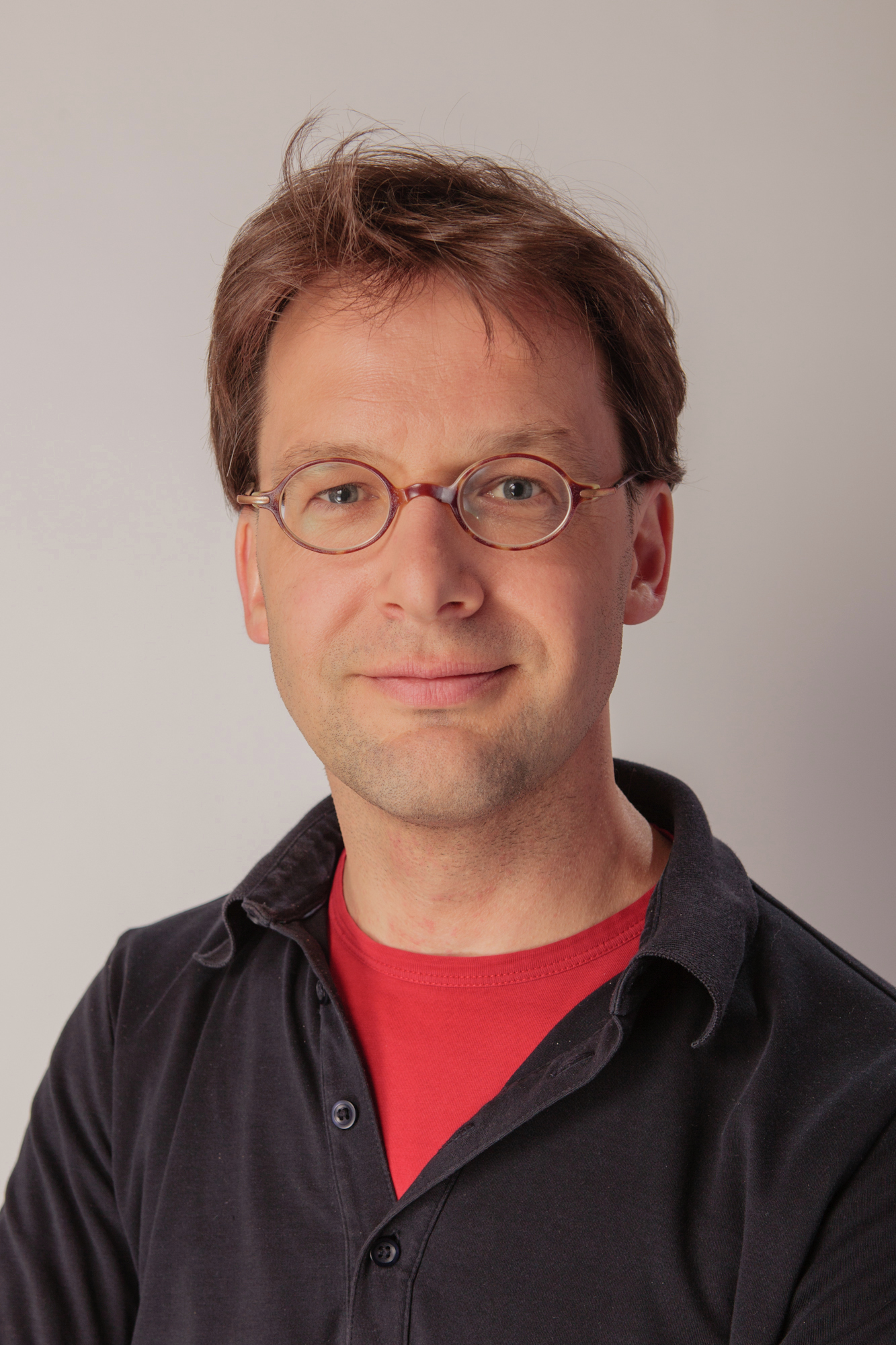
Ronald van Raak

Ronald van Raak (* 30. Oktober 1969 in Hilvarenbeek) ist ein niederländischer Historiker und Politiker der Socialistische Partij.

## Leben
An der Erasmus-Universität Rotterdam studierte Raak Geschichte und Philosophie. Seit 2000 ist Raak Mitglied der Socialistische Partij. Von 2001 bis 2005 lehrte Raak Geschichte an der Universität Amsterdam. Von 2003 bis 2006 war Raak Senator in der Ersten Kammer der Generalstaaten. Seit 2006 ist Raak Abgeordneter in der Zweiten Kammer der Generalstaaten. Raak wohnt in Amsterdam.

## Werke (Auswahl)
- 1997: De moderne dwaas. Bertolt Brecht en de moderne zingeving
- 2001: In naam van het volmaakte: conservatisme in Nederland in de negentiende eeuw van Gerrit Jan Mulder tot Jan Heemskerk Azn. (Dissertation)
- De uitverkoop van Nederland (vierdelige brochureserie over het onderzoek naar de liberalisering in Nederland, 2001-2003) (samen met N. Schouten)
- 2003: Oud licht op nieuwe zaken. Adviezen van Erasmus, Spinoza, Thorbecke, Multatuli, Huizinga en anderen (Essays)
- 2004: Socialisme, what's left? (redactie, Essays)
- 2006: Modern Socialisme (brochure in de serie Actuele Onderwerpen)
- 2006: Het rijke rooie leven. Verhalen over socialisme in Nederland' (Essays)
- 2008: Een gedeelde toekomst: voorstellen voor participatie, emigratie en integratie, samen met S. Karabulut
- 2008: Socialisten. Mensen achter de idealen' (redactie, Essays)
- 2010: Socialisten. Woorden in de strijd' (redactie, Essays)
- 2012: Op zoek naar vrijheid. Een filosoof in de politiek' (Essays)
- 2015: Op zoek naar ons, De politiek door andere ogen
- 2017: De Tweede Kamer is geen talkshow. "Pleegde ik een coup op Curaçao?" en andere verhalen uit de Tweede Kamer
- 2018: Het Binnenhof blijft verbazen. Avonturen in de Tweede Kamer
- 2020: Denken op de dijken. Het Nederland van de filosofen